# Amphinema arachispora
Amphinema arachispora är en svampart som beskrevs av Burds. & Nakasone 1981. Amphinema arachispora ingår i släktet Amphinema och familjen Atheliaceae.   Inga underarter finns listade i Catalogue of Life.